# Dekanat Gliwice-Łabędy
Dekanat Gliwice-Łabędy – jeden z 16 dekanatów katolickich wchodzących w skład diecezji gliwickiej, w którego skład wchodzi 10 parafii.

## Parafie dekanatu Gliwice-Łabędy
- Gliwice: Parafia św. Gerarda w Gliwicach
- Gliwice-Brzezinka: Parafia św. Jadwigi w Gliwicach-Brzezince
- Gliwice-Łabędy: Parafia św. Anny
- Gliwice-Łabędy: Parafia św. Jerzego w Gliwicach-Łabędach
- Gliwice-Łabędy: Parafia Wniebowzięcia Najświętszej Maryi Panny w Gliwicach-Łabędach
- Gliwice-Ostropa: Parafia Ducha Świętego w Gliwicach-Ostropie
- Kozłów: Parafia św. Mikołaja
- Pilchowice: Parafia Ścięcia św. Jana Chrzciciela
- Smolnica: Parafia św. Bartłomieja
- Sośnicowice: Parafia św. Jakuba w Sośnicowicach